# 키미 로버트슨
키미 로버트슨(Kimmy Robertson, 1954년 11월 27일 ~ )은 미국의 배우이다.

## 출연 작품
- 더 420 무비: 메리 & 제인 (2014)
- 밸리 오브 에이콘스 (2009)
- 스튜어트 리틀 (1999)
- 벨의 마법의 세상 (1997)
- 스피드 2 (1997)
- 돈 텔 맘 (1991)
- 미녀와 야수 (1991)
- 트윈 픽스 시즌1 (1990)
- 명화 만들기 (1989)
- 인어 공주 (1989)
- 애들이 줄었어요 (1989)
- 그로잉 페인스 (1984)
- 라스트 버진 (1982)